# 卡龙格阿尔
卡龙格阿尔（Karungal），是印度泰米尔纳德邦甘尼亚古马里县的一个城镇。总人口15832（2001年）。

## 人口
该地2001年总人口15832人，其中男性7757人，女性8075人；0—6岁人口1634人，其中男809人，女825人；识字率78.93%，其中男性为82.44%，女性为75.55%。